# 還路於民大遊行
還路於民大遊行是在2023年08月20日舉辦，由還路於民大遊行總召，現居香港的台灣社運人士吳宜蒨（YC Wu）所發起，並與許多交通改革人士、交通KOL、倡議團體所共同成立的行人零死亡推動聯盟，共同舉辦遊行，目的是喚醒國民重視人本交通，並以交通3E為基礎改善交通現況以降低行人的傷亡率；本遊行也是中華民國史上首次所有總統參選人均出席的社運活動。

## 遊行起因
台灣歷年行人傷亡人數自2008年的11,609人上升至2022年的17,151人，增加了47.7%的傷亡率，而每年有近400位行人在台灣的道路上死亡；加上近幾年發生數個重大行人事故與CNN等媒體大肆報導台灣是個行人地獄等原因，得預見在台灣行人安全是不被重視的議題且風險極高。

## 五大訴求
1.健全人行設施

2.
改革駕訓制度

3.
執法捍衛行人路

4.
重建交通法治

5.
交通零死亡願景